# 上尾市立鴨川小学校
上尾市立鴨川小学校（あげおしりつ かもがわしょうがっこう）は、埼玉県上尾市西宮下にある公立小学校。

## 沿革
- 昭和49年4月1日 上尾市立鴨川小学校開校（仮校舎 富士見小学校）
- 昭和49年10月9日 上尾市西宮下400番地に鉄筋4階建校舎 竣工
- 昭和49年11月3日 新校舎へ移転
- 昭和49年11月15日 開校記念式挙行
- 昭和50年5月18日 国旗・校歌発表会
- 昭和50年7月15日 プール完成
- 昭和54年3月20日 小動物飼育舎竣工
- 昭和54年8月5日 校庭遊具の完成
- 昭和55年3月29日 教材園の造成
- 昭和57年3月20日 校庭遊具の増設
- 昭和58年11月20日 開校10周年記念事業
- 昭和59年9月18日 北校舎竣工
- 昭和61年3月14日 防球ネット設置
- 昭和62年3月10日 飼育舎増設・花壇造設
- 昭和63年3月15日 観察池造設
- 昭和63年11月15日 15周年記念写真撮影
- 平成2年4月30日 プール改装
- 平成3年6月3日 北門側に防球ネット設置
- 平成5年11月12日 開校20周年記念事業（わんぱく山完成）
- 平成7年6月15日 南校舎1階水道回収工事
- 平成10年10月1日 コンピュータールーム設置
- 平成11年11月1日 給食調理場改修工事
- 平成12年7月31日 南校舎3F普通教室床研磨工事
- 平成13年8月31日 インターネット接続
- 平成14年 少人数指導・習熟度別指導開始
- 平成15年 開校30周年記念事業（グランドピアノ寄贈）
- 平成19年1月31日 校舎大規模工事
- 平成22年8月31日 学校ファーム完成
- 平成23年6月30日 エアコン設置
- 平成26年2月2日 開校40周年記念事業（学校キャラクター【かもまる】決定）
- 平成26年4月1日 学校花【芝桜】に決定
- 平成26年8月25日 普通教室・特別教室に大型テレビ設置完了

## 教育目標
- 根気よく進んでやる子
- 思いやりのある子
- 明るく元気な子

## 学習
2012年の夏休みには、上尾市立南中学校、上尾市立上尾中学校の生徒による学習支援教室が行われた。
ピティナの学校クラスコンサートに協賛している。
2010年7月8日、bjリーグ・埼玉ブロンコスに所属する寺下太基、新井靖明がスクールキャラバンの講師として来校した。